# René Boulanger (gymnastique)
Pour les articles homonymes, voir Boulanger (homonymie) et René Boulanger.
René Boulanger est un gymnaste artistique français né le 22 avril 1895 à Hautmont et mort le 12 août 1949 à Hautmont.

## Biographie
Chaudronnier dans la vie active et résidant durant une longue période à Joinville-le-Pont, René Boulanger est membre de l'équipe de France de gymnastique. Il remporte la médaille de bronze au concours général par équipes aux Jeux olympiques d'été de 1920 à Anvers.